# Оли-Куртиль
Оли-Курти́ль (фр. Osly-Courtil) — коммуна во Франции, находится в регионе Пикардия. Департамент коммуны — Эна. Входит в состав кантона Суасон-1. Округ коммуны — Суасон.
Код INSEE коммуны — 02576.

## Население
Население коммуны на 2010 год составляло 297 человек.
| 1962 | 1968 | 1975 | 1982 | 1990 | 1999 | 2010 |
| ---- | ---- | ---- | ---- | ---- | ---- | ---- |
| 164  | 173  | 197  | 239  | 260  | 273  | 297  |

## Экономика
В 2010 году среди 195 человек трудоспособного возраста (15—64 лет) 143 были экономически активными, 52 — неактивными (показатель активности — 73,3 %, в 1999 году было 70,0 %). Из 143 активных жителей работали 133 человека (80 мужчин и 53 женщины), безработных было 10 (5 мужчин и 5 женщин). Среди 52 неактивных 14 человек были учениками или студентами, 22 — пенсионерами, 16 были неактивными по другим причинам.